# Charles Louis Constant Pauquy
Charles Louis Constant Pauquy ( 27 de septiembre de 1800 , Amiens - 11 de febrero de 1854, ibíd.) fue un médico, botánico francés.
Obtiene su título de doctor en medicina en 1825 con una tesis sobre la belladona. Publicó en 1831 Statistique botanique ou flore du département de la Somme et des environs de Paris... (635 pp., reeditado en 1834).

## Otras publicaciones
- 1825. De la Belladone: considéree sous ses rapports botanique, chimique, pharmaceutique, pharmacologique et thérapeutique, etc. 61 pp.
- 1828. Nouvelle méthode naturelle chimique, ou Disposition des corps simples et composés, propre à rendre l'étude de cette science plus facile et plus courte. 71 pp.